# Jakko Jakszyk
Michael Jakszyk, detto Jakko (nato Michael Lee Curran; Londra, 8 giugno 1958), è un cantante, chitarrista e attore britannico.

## Biografia
Conosciuto soprattutto per essere membro del gruppo rock progressivo King Crimson, nel corso della sua carriera ha collaborato con vari artisti (Gavin Harrison e Franco Battiato soprattutto).

## Discografia

### Da solista
Album in studio
- 1982 – Silesia
- 1990 – We Never Had It So Good (con Tom Robinson)
- 1993 – National Flavours 3 - Eastern/Orient/Gaelic/Australia (con Rick Baker)
- 1995 – National Flavours 4 - Africa/Middle East/India/Australasia (con Kevin Jarvis e Andrea Heyes)
- 1996 – Modern Africa
- 1997 – Greece/Russia/Bulgaria/Lithuania (con Yiasoumis Yiasimi, Sotiris Yiasimi, Andreas Yiasimi e George Wilson)
- 1997 – The Road to Ballina
- 2006 – The Bruised Romantic Glee Club
- 2009 – Waves Sweep The Sand
- 2011 – A Scarcity of Miracles (A King Crimson ProjeKct) (con Robert Fripp e Mel Collins)
- 2020 – Secrets & Lies

EP
- 1994 – Kingdom Of Dust

Singoli
- 1986 – Dangerous Dreams
- 1986 – Judy Get Down

### Con i King Crimson
- 2014 – The Elements (2014 Tour Box)
- 2015 – The Elements (2015 Tour Box)
- 2015 – Live at the Orpheum
- 2016 – Live in Toronto
- 2016 – Radical Action (To Unseat the Hold of Monkey Mind)
- 2016 – The Elements (2016 Tour Box)
- 2017 – Live in Chicago
- 2017 – The Elements (2017 Tour Box)
- 2017 – Heroes (EP)
- 2018 – Live in Vienna
- 2018 – Meltdown - Live in Mexico
- 2018 – The Elements (2018 Tour Box)
- 2019 – Audio Diary 2014-2018
- 2019 – The Elements (2019 Tour Box)
- 2019 – Cadence and Cascade (singolo)

### Con la 21st Century Schizoid Band
- 2002 – Official Bootleg Volume One
- 2003 – Live in Italy
- 2003 – Live in Japan
- 2006 – Pictures of a City - Live in New York

### Con i The Lodge
- 1988 – Smell of a Friend

### Con i Dizrhythmia
- 1988 – Dizrhythmia
- 2016 – Too

### Con i The Tangent
- 2008 – Not as Good as the Book (voce e chitarra)
- 2009 – Down and Out in Paris and London (chitarra solista nel brano Perdu Dans Paris)
- 2013 – L'Étagère du Travail (The Shelf of Work) (chitarra nei brani Dansant Dans Paris, Steve Wright In The Afternoon (Andy T Vocal) e The Ethernet (Jakko Mix And Vocal))
- 2013 – Le Sacre du Travail (voce e chitarra nei brani 1st Movement: Coming Up On The Hour (Overture), 2nd Movement: Morning Journey & Arrival, 3rd Movement: Afternoon Malaise, 5th Movement: Evening TV e Evening TV (Radio Edit))

### Con i 64 Spoons
- 1992 – Landing on a Rat Column

### Collaborazioni
- 1982 – David Jackson – The Long Hello Volume Three (voce, chitarra, basso e sintetizzatore)
- 1986 – Linda Di Franco – Rise of the Heart (chitarra, basso, tastiere e pianoforte)
- 1986 – Jermaine Stewart – Frantic Romantic (composizione dei brani Versatile, Moonlight Carnival; composizione, chitarra, basso, percussioni nel brano Give Your Love to Me)
- 1987 – What If – What If (chitarra nel brano Turn And Walk Away)
- 1988 – Sam Brown – Stop! (voce e chitarra nei brani Your Love Is All e Sometimes You Just Don't Know; chitarra nei brani Stop, Piece Of My Luck, Ball And Chain, Wrap Me Up e High As A Kite)
- 1989 – Yasuaki Shimizu – Aduna (chitarra)
- 1989 – Tom Robinson – Last Tango (chitarra nel brano Old Friend)
- 1990 – Peter Blegvad – Downtime (chitarra e cori nel brano White)
- 1991 – John Greaves, David Cunningham – Greaves, Cunningham (voce nei brani One Summer, The Emerald Isle e The Same Way)
- 1991 – Dave Stewart & Barbara Gaskin – Spin (chitarra nel brano Fear Is The Thief)
- 1991 – Hale And Pace And The Stonkers, Victoria Wood – The Stonk/The Smile Song (singolo) (chitarra nel brano The Smile Song)
- 1992 – Alice – Mezzogiorno sulle Alpi (chitarra elettrica e acustica e tastiere nei brani Passano Gli Anni, Blue Melody e Rain Town)
- 1992 – Level 42 – Guaranteed Live (voce e chitarra)
- 1993 – Franco Battiato – Caffè de la Paix (chitarra)
- 1993 – Mica Paris – Whisper A Prayer (chitarra nel brano Whisper A Prayer)
- 1994 – Holi – Under The Monkey Puzzle Tree (chitarra nei brani A Right Place, I Need You e Lonely Swan; flauto e cori nei brani Under The Monkey Puzzle Treee Chandrika )
- 1995 – Peter Blegvad With John Greaves And Chris Cutler – Just Woke Up (chitarra nei brani That'll Be Him Now e Incinerator)
- 1995 – Mick Karn – The Tooth Mother (chitarra nei brani Gossip's Cup, Little - Less Hope e There Was Not Anything But Nothing)
- 1997 – Saro Cosentino – Ones And Zeros (voce e chitarra)
- 1997 – Gavin Harrison – Sanity & Gravity (voce, chitarra, tastiere, fischio nel brano Dearest Blood)
- 1997 – Indigo Falls – Indigo Falls (chitarra elettrica e acustica nei brani Only Forward, World's End e Towards The Light)
- 1998 – Pip Pyle – 7 Year Itch (voce nei brani Chinese Whispers, 7 Year Itch, Long On, Shipwrecked (With Idle Hands); chitarra e flauto nel brano Once Around The Shelves)
- 1999 – Jansen Barbieri Karn – Medium Label Sampler
- 2000 – Peter Blegvad – Choices Under Pressure (An Acoustic Retrospective) (chitarra, tastiere, flauto, percussioni, cori)
- 2001 – Soft Machine – Man In A Deaf Corner (Anthology 1963 - 1970) (voce e chitarra nel brano As Long As He Lies Perfectly Still)
- 2002 – Sheila Nicholls – Wake (produzione, chitarra acustica, pianoforte, tastiere, duduk cori, arrangiamenti nei brani Love Song, Maze e Moth And The Streetlight)
- 2003 – Alice – Viaggio in Italia (chitarra nei brani Al Principe e Atlantide)
- 2006 – Cliff Richard – 21st Century Christmas & Move It (singolo) (cori nel brano 21st Century Christmas)
- 2006 – Cliff Richard – Two's Company The Duets (cori nel brano Yesterday Once More)
- 2008 – Chris de Burgh – Footsteps (cori)
- 2009 – Dave Stewart & Barbara Gaskin – Hour Moon (chitarra nel brano Telstar)
- 2009 – Dave Stewart & Barbara Gaskin – The TLG Collection (chitarra e cori nel brano Roads Girdle the Globe (1991 Remix))
- 2010 – Chris de Burgh – Moonfleet & Other Stories (cori)
- 2010 – Level 42 – Living It Up (voce e chitarra nel brano The Antwerp 91 Medley (Live 1991))
- 2011 – Chris de Burgh – Footsteps 2 (cori e armonica)
- 2012 – Dalis Car – InGladAloneness (EP) (arrangiamenti, chitarra classica/elettrica e guzheng)
- 2012 – Steve Hackett – Genesis Revisited II (voce nel brano Entangled)
- 2012 – Steve Hackett – Genesis Revisited: Live at Hammersmith (voce nel brano Entangled)
- 2013 – Lifesigns – Lifesigns (chitarra solista e acustica)
- 2013 – The Vicar – Songbook #1 (cori nel brano Inside My Head)
- 2013 – Steven Wilson – The Raven That Refused to Sing (And Other Stories) (voce ospite nei brani Luminol e The Watchmaker)
- 2013 – Kompendium – Beneath The Waves (chitarra nei brani The Storm e One Small Step)
- 2014 – Chris de Burgh – The Hands of Man (cori)
- 2015 – Fjieri – Words Are All We Have (voce e chitarra in tutti i brani tranne che in Hidden Lives)
- 2016 – Chris de Burgh – A Better World (cori)
- 2017 – Nick Harper – Riven (voce e chitarra)
- 2019 – John Greaves – Life Size (chitarra nel brano God Song)
- 2019 – Nick Haeffner – The Great Indoors (chitarra acustica nel brano Mean Guitar)